# Monarchie fédérale
Une monarchie fédérale se définit comme une entité politique constituée d’une fédération d’États, dans laquelle un monarque unique exerce la fonction de chef suprême de la fédération, tout en permettant aux divers États qui composent cette fédération de conserver leurs propres monarques ou d’adopter un régime non monarchique distinct.

## En tant que terme de science politique
Le terme fut introduit dans le discours politique et historique anglais par Edward Augustus Freeman, dans son ouvrage Histoire du gouvernement fédéral (1863). Freeman, quant à lui, estimait qu'une monarchie fédérale ne saurait exister que dans l'ordre de l'abstraction.

## Monarchies fédérales

### Actuellement
En l’état actuel des choses, le terme peut être appliqué, dans un sens étendu, aux Émirats arabes unis et à la Malaisie. Dans ces deux configurations, le chef de l’État, qui préside l’ensemble de la fédération, est élu parmi les souverains (émir, sultan ou raja, selon les cas) gouvernant les États membres constitutifs de la fédération.
Bien qu’elle ne soit pas officiellement désignée comme telle, l’Espagne a parfois été qualifiée de monarchie fédérale, en raison de la pluralité de ses communautés autonomes, chacune étant dirigée par un président, toutes cependant subordonnées à la Couronne espagnole. Officiellement, l’Espagne se présente comme un État unitaire, mais caractérisé par un degré élevé de décentralisation, permettant à ces entités régionales de jouir de larges compétences, bien que toujours sous l’égide de l'autorité centrale.
La Belgique se compose de plusieurs communautés, régions et zones linguistiques distinctes, constituant un État fédéral régi par une monarchie constitutionnelle.